# Eurhinosea flavata
Eurhinosea flavata là một loài bướm đêm trong họ Geometridae.